# MAN GL
MAN GL — крупнотоннажный грузовой автомобиль повышенной проходимости, выпускаемый компанией MAN с 1976 по 1981 год.

## История
В 1962 году Бундесвер планировал заменить свой парк транспортных средств, который в то время всё ещё существовал со времени создания армии. Бундесвер хотел иметь двух-, трёх — и четырёхосные амфибии грузоподъёмностью от 4 до 10 тонн. Поскольку требовалась высокая степень новой разработки, Немецкое федеральное агентство по оборонным технологиям и закупкам (Bundesamt für Wehrtechnik und Beschaffung, BWB) оказалось не в состоянии взять на себя ответственность за принятие решения, поэтому предложило компаниям-участникам торгов сформировать общее бюро разработки и согласовать единый проект. В 1964 году под руководством MAN было образовано «Общее бюро немецкой автомобильной промышленности» (Gemeinschaftsbüro der deutschen Nutzfahrzeugindustrie). На борту находились также производители Klöckner-Humboldt-Deutz (KHD), Büssing, Krupp и Henschel.

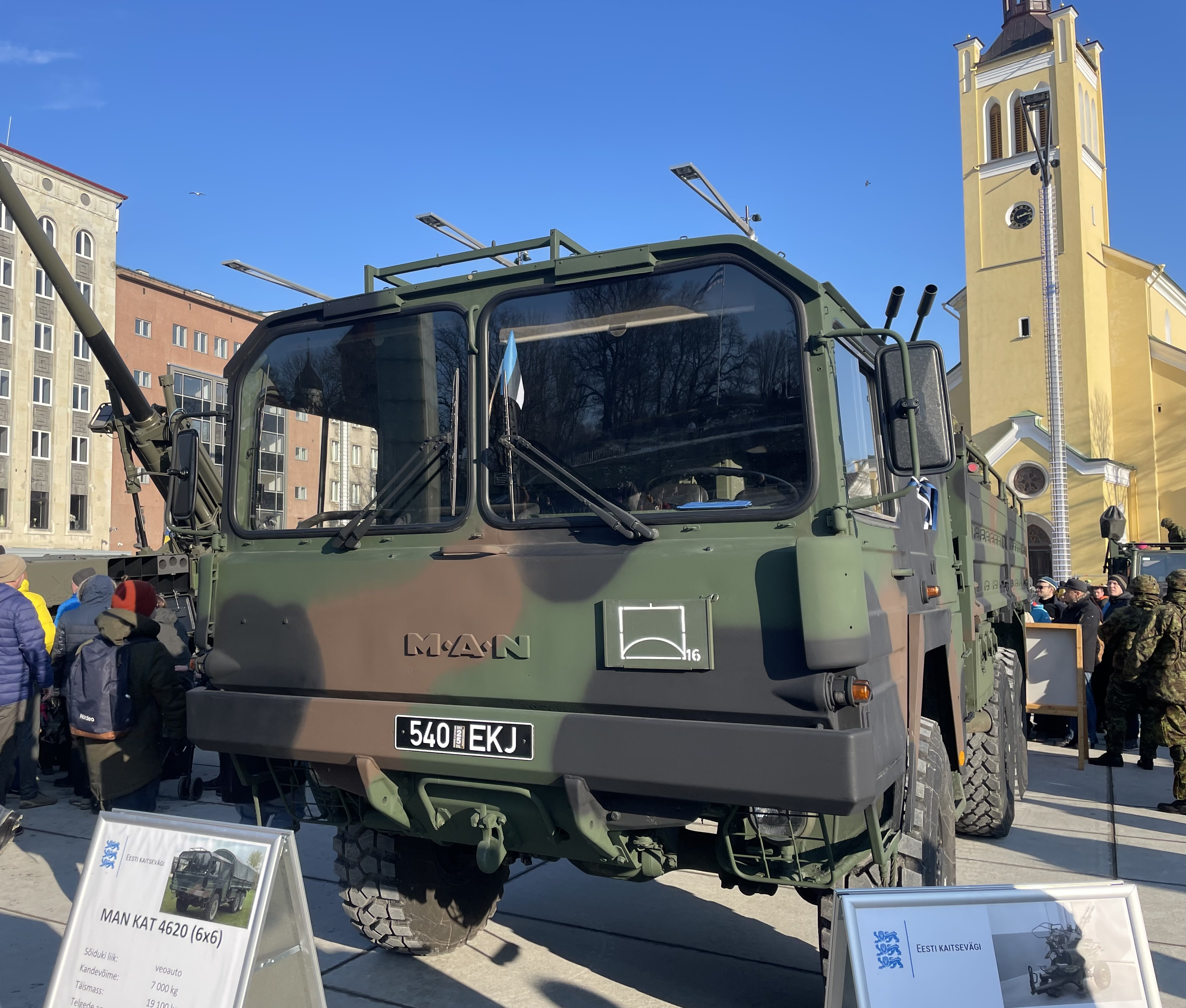
MAN GL Вооружённых сил Эстонии в Таллине.

12 августа 1964 года BWB разработала свои требования ко второму поколению. Спецификация следующего поколения предусматривала в основном стандартные коммерческие автомобили с неограниченной проходимостью по пересечённой местности, амфибии, с постоянным полным приводом, спущенными шинами низкого давления, стальной кабиной, защитой NBC, многотопливным двигателем и минимальным сроком службы в десять лет.
Поскольку расходы на закупки были бы слишком высокими, а НАТО установило новый стандарт, амфибийный, NBC и многотопливный потенциал были впоследствии отменены, а требования были вновь пересмотрены. Полезная нагрузка двухосной версии была увеличена до 5 т, глубина брода определена до 1200 мм, высота грузовой платформы повышена до 1650 мм, а двигатели Deutz V8 с воздушным охлаждением с турбонагнетателем и без него, а также шины размером 14.00 R 20 были уточнены. Однако даже эта «урезанная» версия была слишком дорогой для всесторонних закупок. После дальнейших обсуждений было решено закупить меньшее количество недавно разработанных полноприводных грузовых автомобилей и дополнить их рядом почти стандартных грузовых автомобилей. Это означало, что армия закупила шесть различных новых моделей грузовиков, первоначально три из них относились к категории внедорожников.
4 декабря 1975 года Бундесвер и MAN подписали контракт на поставку специальных военных грузовиков, теперь разделенных ещё на две категории. Первый, Categorie I-MAN, 10 t mil gl, был доставлен 29 ноября 1976 года.
Первоначальное намерение состояло в том, чтобы построить семейство автомобилей, которые могли бы перевозить полные грузы по суровой местности, не отставая при этом от современных танков.
Первая выпущенная модель была 8×8; затем последовали варианты 6×6 и 4×4.
Оригинальный дизайн KAT 1 эволюционировал в MAN SX. Несколько бывших военных автомобилей MAN GL выпущены на рынок подержанных автомобилей в Германии.

## Эксплуатация в США
Армия США и ВВС эксплуатировали четыре варианта GL 8×8 под обозначениями M1001, M1002, M1013 и M1014.
- Грузовой автомобиль-тягач с краном, 10 тонн, 8×8, М1001 (NSN 2320-12-191-5422)
- Грузовой автомобиль-тягач с краном, 10 тонн, 8×8, М1002 (NSN 2320-12-191-5423)
- Грузовой автомобиль-тягач с краном, 10 тонн, 8×8, М1013 (NSN 2320-12-191-5424)
- Грузовой автомобиль-тягач без крана, 10 тонн, 8×8, М1014 (NSN 2320-12-191-5425)

M1001 использовался армией США в качестве основного двигателя для ядерной ракеты Pershing II. Тягач был оснащён пятым колесом для буксировки пусковой установки «эректор», 8-тонным краном Atlas Maschinen GmbH для транспортировки компонентов ракеты и генератором мощностью 30 кВт для питания пусковой установки «эректор». М1002 был сконфигурирован как восстановительная машина с блоком восстановления Rotzler, землеройными лопатами, краном Atlas Maschinen GmbH AK4300 M5 и носителями для двух запасных шин пусковой установки erector.
M1013 использовался ВВС в качестве основного двигателя для Крылатой ракеты наземного базирования «Грифон» (GLCM). Трактор был оснащён пятым колесом для буксировки пусковой установки, 2-тонным подъёмно-транспортным краном и лебёдкой для самовосстановления. М1014 также был сконфигурирован как первичный двигатель и имел шиномонтажник для запасного колеса пусковой установки.

## Технические характеристики
Представленный как mil gl («militarisiert geländegängig» — военный, кросс-кантри мобиль), MAN GL используется всеми подразделениями Бундесвера. Милитаризация включает в себя полную схему затемнения огней, полностью отделённую от стандартных огней, компоновку военного инструмента с возможностью затемнения, аварийный выключатель для отключения электроэнергии, люк на крыше с пулемётной установкой и винтовочные кронштейны. Эти машины относятся к категории специальных военных разработок и полностью мобильны по пересечённой местности.
Транспортные средства KAT первых классов полезной нагрузки от 5 до 10 тонн относятся ко второму поколению транспортных средств Бундесвера (Folgegeneration), а обозначенные транспортные средства KAT I A1 относятся к «расширенному второму поколению», которое также включает 15-тонную версию. Автомобили KAT I прошли полный капитальный ремонт в середине 1990-х годов, чтобы продлить срок их службы ещё на десять лет.
Транспортные средства такие как 15 t mil gl «Multi», поддерживающие многоцелевую контейнерную систему «Wechselladersystem Multi», относятся к третьему поколению и были разработаны далее, но всё ещё являются военными специальными разработками.